# Heliogabalove vrtnice
Heliogabalove vrtnice (The Roses of Heliogabalus) je oljna slika angleško-nizozemskega akademskega slikarja sira Lawrencea Alma-Tademe, katere lastnik je Juan Antonio Pérez Simón.

## Motiv
Motiv slike temelji na najverjetneje izmišljenem prizoru iz življenja rimskega cesarja Elagabala oz. Heliogabala (204–222), omenjenega v Historii Augusta: 

Oppressit in tricliniis versatilibus parasitos suos violis et floribus, sic ut animam aliqui efflaverint, cum erepere ad summum non possent.

Nekoč pa je v sobi za slavja, ki je imela premični strop, svoje izkoriščevalce zasul s toliko vijolicami in drugimi cveticami, da so nekateri do smrti zadušili, medtem ko so se skušali prebiti na prosto.
V izvirniku kronika torej omenja "vijolice in drugo cvetje", Alma-Tadema pa je prizor priredil tako, da Elagabalus svoje goste s stropa nepričakovano zasuje z venčnimi listi vrtnic. Thayer je v opombah k Historii Augusta opomnil, da podoben dogodek pripisujejo tudi Neronu (Suetonius, Nero, xxxi), soba s premičnim stropom pa se omenja tudi pri opisu Trimalhijeve hiše (Petronius: Satiricon).

## Ogledi
Slika je del zasebne zbirke. A v sklopu razstave Viktorijanska obsedenost: Zbirka Péreza Simóna (A Victorian Obsession: The Pérez Simón collection) je od novembra 2014 do marca 2015 bila na ogled v Leighton House Museum v Londonu. To je prvič po spominski razstavi Royal Academy v čast Alma-Tademe leta 1913, da je bilo delo razstavljeno v Londonu.